# John Carter: Mezi dvěma světy
John Carter: Mezi dvěma světy je epický sci-fi a fantasy film uvedený roku 2012. Hlavním hrdinou je John Carter, kterého představuje kanadský herec Taylor Kitsch. Předlohou pro film byl pulpový román Edgara Rice Burroughse Princezna z Marsu z roku 1912.
John Carter, veterán z americké občanské války, je záhadně teleportován na Mars, který jeho obyvatelé nazývají Barsoom. Zde se dostane do konfliktu mezi místními národy a získá přátelství tharka Tarse Tarkase (Willem Dafoe) a lásku princezny Dejah Thoris (Lynn Collins).
Film je hraným debutem režiséra a spisovatele Andrewa Stantona, scénář napsali Mark Andrews a Michael Chabon. Produkci zastávají Jim Morris, Colin Wilson a Lindsey Collins. Hudbu vytvořil Michael Giacchino.
Ve Spojených státech snímek distribuoval Walt Disney Pictures, v České republice společnost Falcon s premiérou 8. března 2012. Pro Andrewa Stantona je tento projekt prvním hraným filmem. Jeho předchozí prací jsou snímky Hledá se Nemo a WALL-E od Pixaru a Walt Disney Pictures. Film byl uvedený v Disney Digital 3D a IMAX 3D.
Původně měl být John Carter: Mezi dvěma světy prvním dílem plánované trilogie Andrewa Stantona o Johnu Carterovi, ovšem kvůli velmi podprůměrným tržbám filmu bylo plánované pokračování zrušeno. Další dva díly by nesly podtituly Gods of Mars a Warlord of Mars, přičemž by vycházely ze stejnojmenných Burroughsových knižních předloh, česky přeložených jako Bohové na Marsu a Pozemšťan vojevůdcem na Marsu.

## Příběh
Roku 1881 zdědí Edgar Rice Burroughs po svém fiktivním strýci Johnu Carterovi velké bohatství a starý deník. V deníku je podrobně vylíčen příběh o tom, jak se John roku 1868 vydal hledat jeskyni plnou zlata, nicméně jej zatklo vojsko Unie. Nedlouho poté John ze zajetí uprchnul, ovšem střetl se s místními indiány, před nimiž se skryl v jeskyni – shodou okolností v té, kterou hledal. Když si prohlíží zvláštní znamení vyrytá na zdech jeskyně, napadne ho podivný holohlavý muž s nožem v ruce, ale John jej pohotově zastřelí. Podivín odříkává slova v cizím jazyce a v ruce svírá stříbřitý amulet. John amulet vezme a slova po něm zmateně opakuje, načež je teleportován kamsi pryč.
Probouzí se ve vyprahlé pouštní pustině. Nemá žádné potuchy, kde jen může být. Vzápětí zjišťuje, že má schopnost nadlidské síly, dalekých skoků a vysoké pružnosti. Rozhodne se jít k nedalekým skalám, kde objeví hnízdo, v němž se zrovna líhnou nepozemská čtyřruká stvoření. Záhy se setkává se čtyřrukým humanoidem, který rozhodně není člověk – je to thark jménem Tars Tarkas. Je uchvácen Johnovými dalekými skoky a chce, aby to udělal znovu, ale John se pokusí ukrást jeho pušku. Je proto spoután a zajmut.
Mezitím jsou diváci svědky vzdušné bitvy mezi dvěma královstvími rudých – Heliem a Zodangou. Rudí značně připomínají lidi, ale disponují technologií vznášedel na solární pohon. Vládce Zodangy, dobyvačný a nepříliš chytrý Sab Than vyhrává válku jen díky zbrani jménem Devátý paprsek, kterou dostal od therna Mataie Shanga. Ten plní úlohu Sab Thanova rádce, ale samozřejmě potají tahá za nitky ve svůj prospěch. Aby vládce Helia Tardos Mors zabránil zániku svého království, je nucen ruku své dcery Dejah Thoris dát Sab Thanovi. Jen tak lze konečně ukončit válku a nastolit mír.
Děj se opět zaměřuje na Johna, který je odveden do tharského města a dán do opatrovnictví Sole, dcery Tarse Tarkase. Jelikož má Tars stříbřitý amulet, který Johna přemístil na toto podivné místo, John se po něm vrhne. Za trest je uvězněn, kde mu dá Sola napít zvláštní tekutiny, díky níž konečně porozumí tharskému jazyku. Vzápětí se mu podaří dostat z okovů a spřátelí se s calotem, podivným tvorem, který připomíná psa. Jelikož calot vtrhne na tharskou oslavu, začnou jej zdejší bít. Tomu John nedovede přihlížet a ve snaze calota ochránit omylem zabije jednoho z tharků. Za to je Sola potrestána.
Vzápětí se nad městem tharků strhne boj mezi vznášedly Helia a Zodangy. Princezna Dejah Thoris totiž uprchla a Sab Than jí stíhá ve své vlajkové lodi. Je to ovšem nerovný boj a Sab Than drtivě vítězí, dokud se do boje nezapojí John a tharkové. Zatímco John zachrání princeznu, tharkové sestřelí jedno zodanské vznášedlo a druhé donutí ustoupit. Sab Than je nucen odletět pryč a Tars jmenuje Johna svou pravou rukou, Dotarem Sojat. Později se dá John do hovoru s Dejah, která mu vysvětlí, že není na Zemi, ale na Marsu, jemuž místní říkají Barsoom. Vzápětí jej zavede do posvátné tharské svatyně, kde mu ukáže, že zpět na Zemi se může dostat přes řeku Iss. Záhy jsou objeveni tharky a obviněni, že vstoupili do zakázané svatyně. Mají být potrestáni, ovšem Tars se nad nimi smiluje a pošle je pryč. Sola je nucena se k nim přidat. Zároveň Johnovi vrátí jeho amulet.
Trojice zamíří k řece Iss. Po cestě mají menší rozepři, ale nakonec řeky dosáhnou. Během plavby narazí na thernskou stavbu, kde objeví tajemství Devátého paprsku a samotného amuletu, který po odříkání určitých slov přemístí svého držitele na jinou planetu Sluneční soustavy. Jsou ovšem napadeni warhoony, severskými příbuznými tharků, které vyprovokoval k útoku Matai Shang. John si vzpomene na bolest ze smrti své ženy a potomka a ve slepé zuřivosti warhoony pobije. Vzápětí přiletí vznášedlo Helia i se Sab Thanem. Vysvětlí Dejah, že si ji chce opravdu vzít z lásky a ukončit tuto nesmyslnou válku. Princezna se ze zoufalství poddá a souhlasí se svatbou, protože nechce, aby kvůli válce Barsoom zanikl, zatímco John je uvězněn. Brzy nato je vysvobozen Kantosem Kan, admirálem Helia, který jej přivede za princeznou. Ta mu řekne formuli, díky níž se bude moci vrátit domů na Zemi. Dejah je vzápětí vyrušena Sab Thanem a jakmile se otočí zpátky, John tam není. Věří, že se vrátil domů.
John se však pouze schoval. Když chce pomoci Dejah, je zastaven Mataiem Shang. Ten mu vysvětlí, že musí vyhladit všechny, kdo znají tajemství Devátého paprsku a technologie thernů, v důsledku čehož musí princezna i Sab Than zemřít. John uprchne z města a vydá se za Tarsem požádat ho o pomoc. Leč zjišťuje, že byl svržen Tal Hajusem a odveden do žaláře. Sám John je vržen do arény, kde bojuje proti dvěma bílým opicím. Po jejich porážce se střetne s Tal Hajusem, jehož rychle zabíjí. John se tak stává vůdcem tharků, ovšem velení přenechává Tarsovi.
Vtrhnou do zodanského hlavního města, ale nalézají jej prázdné. Svatba totiž probíhá v Heliu. Tam se John vydává na vznášedle, ostatní tharkové kvůli strachu z výšek odmítají. Na poslední chvíli zabrání svatební ceremonii a strhne se boj. John čelí Sab Thanovi, jeho ale zabije Matai Shang dřív, než stihne vyzradit cokoliv o thernech. Vzápětí přiletí tharkové a boj je u konce. Království Helium zvítězilo, válka skončila.
John a Dejah si projeví lásku a vezmou se. Po svatební noci hodí John thernský amulet kamsi do propasti. V ten moment je napaden Mataiem, který Johna přemístí zpět na Zemi. Probouzí se v jeskyni a zjišťuje, že od jeho zmizení uplynula už řada let. Následující desetiletí stráví pátraním po dalším z amuletů a prokáže existenci thernů. Ke konci života amulet přece jen nalézá, je ovšem dostižen therny a umírá.
Jakmile Edgar dočte deník, vydá se do Johnovy hrobky, ale jeho tělo zde nenalézá. V ten moment na Edgara tasí dýku jeden z thernů, ale kdosi jej střelí do zad a na místě zabije. Tím člověkem je živý John, který zfalšoval svou smrt a svého synovce využil jako návnadu na therny. Amulet totiž nikdy nenašel, potřeboval nějakého therna, jemuž by amulet vzal. John se poté zavírá ve své hrobce a díky získanému amuletu se po letech vrací na Mars.

## Fiktivní svět Barsoomu

### Popis Barsoomu
Samotný Barsoom, na němž se film odehrává, je nám známý Mars. Ve filmu samozřejmě není vykreslen jako kus nehostinné skály, na níž není život možný. Ano, povrch planety pokrývá rudá poušť a vyprahlá skaliska, ale je zde dýchatelná atmosféra tak jako na Zemi. Z toho důvodu je na Barsoomu vyspělý život, kupříkladu tharkové anebo rudí. Kdysi dávno na Barsoomu existovaly oceány a mnozí věří, že se velké plochy vody jednou zase vrátí. Nicméně Barsoom pomalu umírá.

### Hlavní postavy
- John Carter: Vysloužilý veterán americké občanské války, původem z Virginie z planety Země a fiktivní strýc Edgara Rice Burroughse. Míval ženu a dítě, ale když se vrátil z války domů, nalezl je oba mrtvé. Dostal se na Mars pomocí thernského amuletu, kde způsobil revoluci a vzal si za manželku princeznu Dejah Thoris. Díky nízké marťanské gravitaci a své pozemské anatomii disponuje na Barsoomu nadlidskými schopnostmi, jako jsou daleké skoky, ohromná síla a značná pružnost.
- Dejah Thoris: Dcera jeddaka Tardose Morse, oddaná profesorka a členka rasy rudých. Pokoušela se vytvořit Devátý paprsek, ale neúspěšně. Kvůli válce se Sab Thanem byla přinucena si jej vzít za svého muže a ukončit tak veškeré spory. Nakonec, když Sab Than zemřel, si vzala Johna Cartera.
- Tardos Mors: Vládce království Helium a otec Dejah Thoris, taktéž rudý. Tak jako jeho předci, i on vede vleklou válku proti království Zodanga.
- Kantos Kan: Admirál flotily Helia, dobrý přítel Tardose Morse, oddaný služebník princezny Dejah a velký milovník žen.
- Sab Than: Vládce Zodangy, člen rasy rudých. Stal se jeddakem, když zabil svého otce, Thana Kosise. Díky spolupráci s therny získal tu nejmocnější zbraň vůbec, a sice Devátý paprsek. Měl v úmyslu si vzít princeznu Dejah, ale ne kvůli míru, nýbrž kvůli vzrůstající moci. V závěru příběhu byl zabit thernem Mataiem Shangem.
- Tars Tarkas: Thark, vůdce svého kmene a otec Soly. Když pomohl Sole, Johnovi a Dejah uprchnout pryč, tak jej Tal Hajus svrhl. Byl poslán do arény, dvakrát, a v obou případech přežil. Po smrti Tal Hajuse opět převzal vládu nad tharky.
- Sola: Dcera Tarse Tarkase. Několikrát pomohla Johnovi.
- Tal Hajus: Bojechtivý thark, rival Tars Tarkase, jehož soucitu využil pro převrat a stal se vůdcem tharků. Nakonec se střetne s Johnem Carterem, ale při souboji přijde o život.
- Matai Shang: Hekkador svého lidu thernů. Věnoval Sab Thanovi Devátý paprsek, ale samozřejmě jej využívá jen jako loutku pro vlastní záměry.
- Woola: Calot, tedy barsoomská obdoba psa, který se upoutal k Johnu Carterovi a stal se jeho věrným společníkem.

### Rasy
- Tharkové: Zelení, skoro tři metry vysocí domorodci. Jsou to humanoidi, ale mají čtyři ruce a z čelisti jim rostou dva malé kly. Jsou poměrně primitivní, ostatně žijí v kamenných městech ve skalách, soucit je pro ně slabost, ve své kultuře si cení bojovníků a nedisponují příliš vyvinutou technologií, nejvyspělejší jsou jejich palné pušky. Původně byli dominující rasou na Barsoomu, ovšem rudí je zatlačili do pozadí. Tharkové snáší vejce, která jsou poté odnesena do líhní. Jakmile se vylíhnou mladí, jsou odneseni zpět do města, kde je o ně tharskými ženami veden boj. O vůdcovský post jednotlivých kmenů se vedou boje v arénách.
- Warhoonové: Severští příbuzní tharkům. Vypadají prakticky stejně jako tharkové, jsou ale mohutnější, agresivnější a zuřivější. Jsou sice primitivnější než tharkové, zato jsou v boji velmi obávaní a krutí válečníci.
- Rudí: Značně vyspělá rasa, mnohem víc než tharkové. Dobrým příkladem jejich technologie jsou vznášedla, která se díky solárnímu pohonu pohybují nebesy. Vypadají jako pozemští lidé a mají velmi podobnou kulturu, ale na rozdíl od nich mají lehce narudlou barvu kůže a modrou krev. Národ rudých se dělí na království, jejichž vládci se nazývají jeddakové. Ve filmu se objeví dvě království, která jsou už tisíc let v občanské válce:

- Helium – Království pod vládou Tardose Morse. Ve znaku mají modrou barvu, což symbolizuje oceány dávného Marsu. Obyvatelé tohoto království jsou společenští, intelektuální a pečují o svůj lid. Dávají přednost vědění a moudrým lidem ve vládě. Království disponuje nejlepší flotilou vznášedel, leč ani to jim nepomohlo ve válce se Zodangou, jejíž vládce disponuje Devátým paprskem. Změnu nakonec přinesl až John Carter.

- Zodanga – Mocné království, jemuž vládne Sab Than. Ve znaku má červenou barvu, značící zuřivost a nemilosrdnost říše. Vládce Zodangy sídlí ve velkém kovovém městě, které je díky mechanickým pažím neustále v pohybu. Obyvatelé Zodangy jsou dobyvatelé a ve vládě preferují nejsilnější jedince. Jsou již stovky let ve válce s Heliem, kterou nyní díky Devátému paprsku začali konečně vyhrávat. Tedy než přišel John Carter...

- Thernové: Další rasa, která značně připomíná lidi ze Země, ovšem s tím rozdílem, že jsou bledí, mají holé hlavy a nosí mohutné šedé róby. Disponují zdaleka nejvyspělejší technologií vůbec, kupříkladu medailony pro cestování mezi světy nebo Devátým paprskem. Dovedou měnit svou podobu, teleportovat se a nepodléhají stáří. Jsou to ovšem intrikáni, kteří tahají za nitky napříč světy a nelze jim věřit. Nejvyšší z thernů se nazývá hekkador, což je něco jako vůdce.

### Fauna planety
- Thoat: Používán jako vytrvalé jezdecké nebo tažné zvíře. Nemá srst, pokožka je šedá, ocas zploštělý, z hlavy mu vyrůstají dva rohy a disponuje celkem čtyřmi páry končetin.
- Calot: V podstatě barsoomská obdoba pozemského psa. Jedná se o šedého tvora bez srsti, který disponuje třemi páry končetin a ostrými zuby. Je schopen vyvinout rychlost desítek, ne-li stovek mil za hodinu. Jakmile se upoutá ke svému pánovi, už ho nikdy neopustí.
- Banth: Barsoomský predátor, dá se říci, že marťanská obdoba lva. Podobně jako dva výše zmínění tvorové má šedou kůži bez srsti, čtyři páry končetin, ostré zuby a anatomii přizpůsobenou pro lov své kořisti.
- Bílá opice: Nejnebezpečnější zvíře Barsoomu a vrcholný predátor planety, lehce připomíná pozemské gorily. Několik metrů vysoký tvor s bílou srstí, vyvinutým svalstvem, čtyřmi velkými tesáky v tlamě a třemi páry končetin, z nichž vrchní dva používá jako ruce. Jelikož má zakrnělý zrak, spoléhá se na vyvinutý čich. Oblek vyrobený ze srsti této opice značí největší tharské bojovníky.

## Herecké obsazení
| Taylor Kitsch       | John Carter          |
| Lynn Collins        | Dejah Thoris         |
| Samantha Morton     | Sola                 |
| Mark Strong         | Matai Shang          |
| Ciarán Hinds        | Tardos Mors          |
| Dominic West        | Sab Than             |
| James Purefoy       | Kantos Kan           |
| Bryan Cranston      | Plukovník Powell     |
| Daryl Sabara        | Edgar Rice Burroughs |
| Polly Walker        | Sarkoja              |
| Thomas Haden Church | Tal Hajus            |
| Willem Dafoe        | Tars Tarkas          |

### Recenze
- František Fuka, FFFilm, 8. březen 2012  Dostupné online.[nedostupný zdroj]